# David Sheff
David Sheff (* 23. prosince 1955) je americký spisovatel, novinář a redaktor. Je známý především svými rozhovory s umělci, vědci a osobnostmi popkultury, stejně jako svými knihami literatury faktu. Významná část jeho tvorby, včetně memoáru Beautiful Boy: A Father's Journey Through His Son's Addiction (Krásný chlapec: Cesta otce skrze závislost svého syna), se věnuje problematice závislosti na návykových látkách.

## Kariéra
Jako novinář psal články a vedl rozhovory pro The New York Times, Rolling Stone, Playboy, Wired, Fortune a rozhlasový pořad All Things Considered stanice NPR. Mezi osobnosti, s nimiž vedl interview, patřili John Lennon, Frank Zappa, Steve Jobs, Aj Wej-wej, Keith Haring, David Hockney, Jack Nicholson, Ted Taylor, Carl Sagan, Betty Friedanová, Barney Frank a Fareed Zakaria. Působil také jako redaktor několika časopisů, včetně New West a California.

## Díla
David Sheff napsal následující knihy:
- Yoko: A Biography (tj. „Yoko: Biografie“)[2]
- Beautiful Boy: A Father's Journey Through His Son's Addiction (tj. „Krásný chlapec: Cesta otce skrze závislost svého syna“)[3]
- Clean: Overcoming Addiction and Ending America's Greatest Tragedy (tj. „Clean: Překonání závislosti a konec největší tragédie Ameriky“)
- Game Over[4][5]
- The Buddhist on Death Row (tj. „Buddhista v cele smrti“)[6]
- All We Are Saying: The Last Interview with John Lennon and Yoko Ono (tj. „ Vše, co řekli: Poslední rozhovor s Johnem Lennonem a Yoko Ono“)[7]
- High: Everything You Want to Know About Drugs, Alcohol, and Addiction (tj. „High: Vše, co chcete vědět o drogách, alkoholu a závislosti“)

Kniha Beautiful Boy vychází z Sheffova článku „My Addicted Son“ (Můj závislý syn) publikovaného v The New York Times, který popisuje jeho vztah se synem Nicem v období synovy závislosti na metamfetaminu. Filmová adaptace Krásný kluk v režii Felixe van Groeningena měla premiéru v roce 2018.

## Osobní život
Sheff má rusko-židovský původ. Pochází z Bostonu ve státě Massachusetts. Vystudoval Kalifornskou univerzitu v Berkeley.
Sheff žije se svou manželkou Karen Barbourovou v severní Kalifornii. Barbourová je výtvarnice, ilustrátorka a autorka dětských knih. Společně mají dvě děti: Jaspera a Daisy Sheffovy. David Sheff má dále z předchozího manželství s Vicki Sheffovou syna Nica. Nic Sheff působí jako spisovatel, scenárista a producent. Je také autorem memoáru, v nichž popisuje svá léta závislosti – Tweak: Growing Up on Methamphetamines. Jasper Sheff je hudebník nominovaný na cenu Grammy. Spolupracoval na tvorbě a produkci písní například pro Lil Nas X, Eltona Johna, Halsey a XXXTentaciona. Daisy Sheffová je umělkyně, jejíž díla byla vystavena na řadě prestižních míst, mimo jiné v galeriích White Columns Gallery, Ratio 3, Clearing a Grimm.

### Názory na závislost
Sheff zastává názor, že závislost je onemocnění mozku, a prosazuje včasné zapojení závislých osob do terapeutických programů. Za hlavní příčiny rozvoje závislosti označuje stres a traumata. V reakci na tyto rizikové faktory podporuje výuku životních dovedností, které mohou riziko vzniku závislosti snižovat.

## Ocenění a vyznamenání
V roce 2009 byl Sheff zařazen do žebříčku Time 100 časopisu Time, který každoročně uvádí nejvlivnější osobnosti světa. Jeho kniha Beautiful Boy získala ocenění Barnes & Noble Discover Great New Writers Award v kategorii literatury faktu.
Získal řadu ocenění od organizací zaměřených na problematiku závislostí, mimo jiné od College on Problems of Drug Dependence (CPDD), Partnership for Drug-Free Kids, American College of Neuropsychopharmacology (ACNP) a American Society of Addiction Medicine (ASAM). Stal se rovněž prvním držitelem ceny Arts and Literature Award, udělované American Academy of Addiction Psychiatry (AAAP).